# Yang Mi

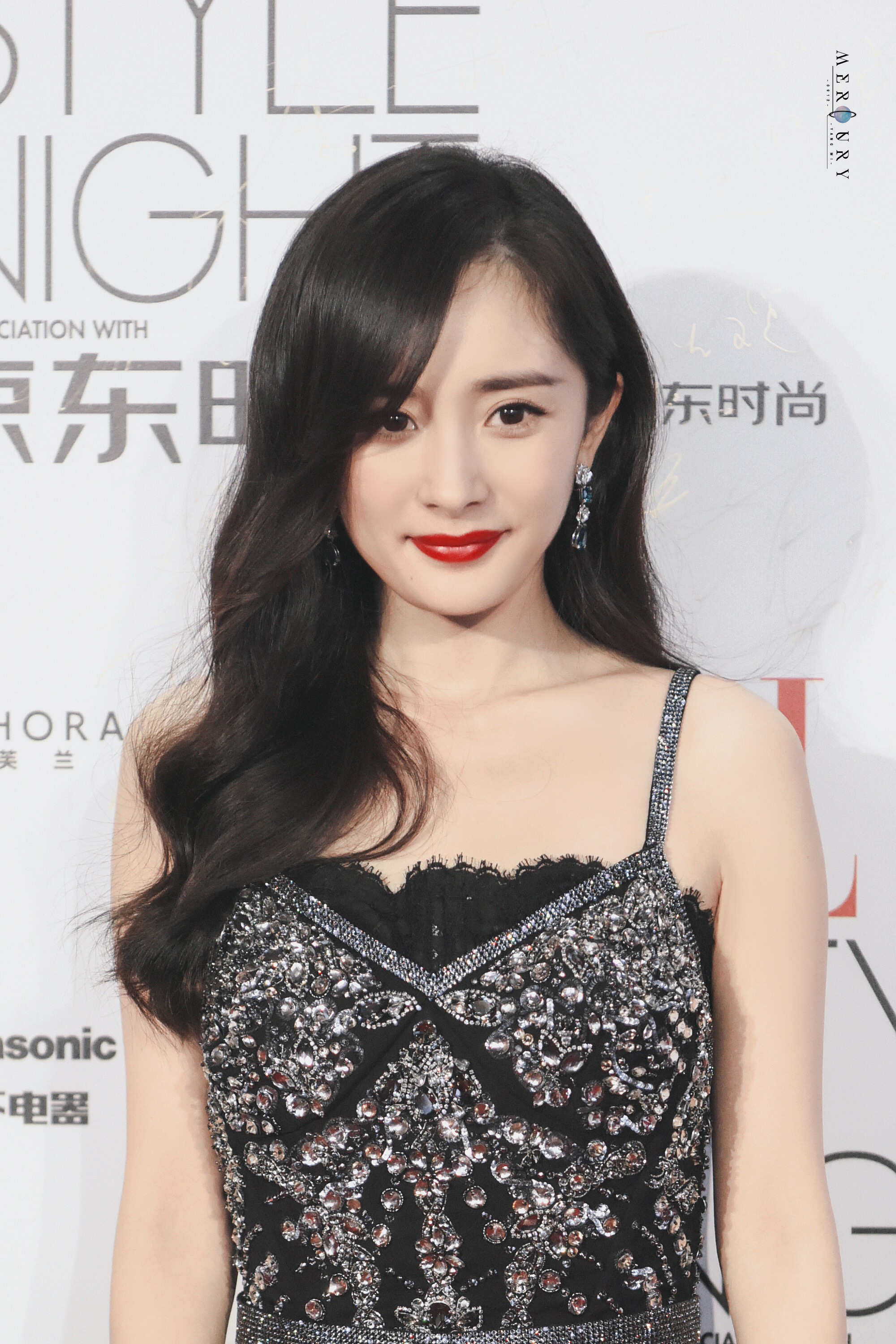
Yang Mi (2018)

Yang Mi (chinesisch 杨幂, Pinyin Yáng Mì; * 12. September 1986 in Peking, Volksrepublik China) ist eine chinesische Schauspielerin und Sängerin.

## Leben und Karriere
Yang Mi wurde in Xuanwu als Tochter eines Polizeibeamten und einer Hausfrau geboren. Im Alter von vier Jahren hatte sie ihre erste Rolle in der Serie Tang Ming Huang. Sie studierte an der Pekinger Filmakademie, wo sie 2005 ihren Abschluss machte.
Bekanntheit erlangte sie durch ihre Rollen in den Fernsehserien The Return of the Condor Heroes, Chinese Paladin 3 und Der Traum der Roten Kammer. Ihren Durchbruch erzielte sie mit der Zeitreise-Serie Palace.
2009 wurde sie von Tencent als eine der Vier Neuen Top-Schauspielerinnen (新四小花旦) ausgezeichnet. Anschließend war sie 2018 in dem Film Baby zu sehen. Für ihre Rolle erhielt sie eine Nominierung für den Silver Shell Award in der Kategorie Beste Hauptdarstellerin bei den Internationalen Filmfestspielen von San Sebastián. 2024 spielte sie in der Serie In the Name of the Brother mit. Laut Statista wurde sie Stand 5. Juni 2024 als wertvollste Prominente Chinas für Werbekampagnen und kommerzielle Kooperationen eingestuft.

## Filmografie (Auswahl)
Filme
- 2004: The Story of a Noble Family
- 2006: The Door
- 2011: Mysterious Island
- 2012: Painted Skin: The Resurrection
- 2013: Tiny Times
- 2013: Tiny Times 2
- 2014: The Breakup Guru
- 2014: Tiny Times 3
- 2015: Tiny Times 4
- 2016: Reset
- 2017: Brotherhood of Blades II: The Infernal Battlefield
- 2018: Baby
- 2021: A Writer's Odyssey

Serien
- 1990: Tang Ming Huang
- 2006: The Return of the Condor Heroes
- 2007: Wang Zhaojun
- 2009: Chinese Paladin 3
- 2010: The Dream of Red Mansions
- 2011: Palace
- 2012: Beijing Love Story
- 2014: Swords of Legends
- 2017: Eternal Love
- 2018: Legend of Fuyao
- 2019: The Great Craftsman
- 2021: Storm Eye
- 2021: Novoland: Pearl Eclipse
- 2022: She and Her Perfect Husband
- 2024: In the Name of the Brother